# 福音魔術
福音魔術（英語：Gospel magic）是使用魔術表演來宣傳基督教福音的一個宣教活動。福音魔術旨在以魔術形式表達一些寓言故事。福音魔術主要運用技巧或幻覺，以有趣的方式呈現神學觀點，目的是讓人們記住這些訊息。福音魔法並不會宣稱它具備任何的超自然力量或召喚靈魂。福音魔術不是心靈魔術。  